# 釣りに行こう
『釣りに行こう』（つりにいこう）は、日本の音楽グループであるTHE BOOMが1990年3月21日に発表した4枚目のシングル。
「釣りに行こう」はアルバム『サイレンのおひさま』に収録されていたものを矢野顕子プロデュースでリアレンジしたもので、ボーカルの宮沢和史と矢野とのデュエットである。コンサートではこのヴァージョンで歌われる（宮沢一人のボーカル）。1991年10月25日に発売された矢野のアルバム『LOVE LIFE』には、矢野のソロヴァージョンが収録されている。
カップリングの「僕がきらいな歌」はライブ音源。2005年に再発売された「サイレンのおひさま」 のボーナス・トラックとして収録される。

## 収録曲
全曲作詞・作曲：宮沢和史
1. 釣りに行こう
2. 僕がきらいな歌